# Distretto di Ihuayllo
Il distretto di Ihuayllo è un distretto del Perù nella provincia di Aymaraes (regione di Apurímac) con 634 abitanti al censimento 2007 dei quali 178 urbani e 456 rurali.
È stato istituito il 12 maggio 1960.